# Ebrington
Ebrington – wieś w Anglii, w hrabstwie Gloucestershire, w dystrykcie Cotswold. Leży 42 km na północny wschód od miasta Gloucester i 127 km na północny zachód od Londynu.